# Янік Леухокс
Янік Леухокс (англ. Yanick Lehoux; 8 квітня 1982, Монреаль, провінція Квебек) — канадський хокеїст, нападник.

## Ігрова кар'єра
Юніором грав за клуб «Cap-de-la-Madeleine Estacades». З 1998 по 2002 роки, виступав за клуб QMJHL «Бе-Комо Драккар». У драфті НХЛ 2000 року, був обраний у третьому раунді під 86 номером «Лос-Анджелес Кінгс». З 2002 по 2006 роки, грав у клубі Американської хокейної ліги «Манчестер Монархс» — 189 матчів, 138 очок (55 + 83).
В сезоні 2005/06 років виступав в Національній лізі А у клубах «Серветт-Женева» та ХК «Базель». Також відіграв три матчі в складі клубу НХЛ «Фінікс Койотс», закинув одну шайбу. Решту сезону провів у клубах АХЛ «Манчестер Монархс» та «Сан-Антоніо Ремпедж». 
Сезон 2006/07 років Леухокс також відіграв за «Сан-Антоніо Ремпедж» — 72 матчі, 73 очки (31 + 42). За «Фінікс Койотс» Янік, зіграв сім матчів та набрав 3 очки (1 + 2). Відігравши наступні два сезони у АХЛ, він перебирається до шведської Елітсерії, де виступає у складі клубу «Седертельє» — 39 матчів, 31 очко (12 + 19).
В сезоні 2010/11 Леухокс повертається до чемпіонату Швейцарії до клубу «Амбрі-Піотта». Закінчував він цей сезон у шведському «Седертельє».
З 2011 року виступає в чемпіонаті Німеччини за клуб «Адлер Мангейм». Провів 124 матчі (24 у плей-оф), набрав 117 очок (42 + 75). Зокрема у складі ХК «Адлер Мангейм» брав участь в Кубку Шпенглера 2012 року.
У 2015 перейшов до «Мальме Редгокс», де відіграв один сезон. 
На початку сезону 2016/17 завершив ігрову кар'єру.

## Статистика
| Сезон        | Клуб                  | Ліга         | Регулярний сезон | Регулярний сезон | Регулярний сезон | Регулярний сезон | Регулярний сезон | Плей-оф | Плей-оф | Плей-оф | Плей-оф | Плей-оф |
| Сезон        | Клуб                  | Ліга         | І                | Г                | П                | О                | ШХ               | І       | Г       | П       | О       | ШХ      |
| ------------ | --------------------- | ------------ | ---------------- | ---------------- | ---------------- | ---------------- | ---------------- | ------- | ------- | ------- | ------- | ------- |
| 1998–99      | «Бе-Комо Драккар»     | ГЮХЛК        | 63               | 10               | 20               | 30               | 31               | —       | —       | —       | —       | —       |
| 1999–00      | «Бе-Комо Драккар»     | ГЮХЛК        | 67               | 31               | 61               | 92               | 14               | 6       | 1       | 2       | 3       | 2       |
| 2000–01      | «Бе-Комо Драккар»     | ГЮХЛК        | 70               | 67               | 68               | 135              | 62               | 11      | 8       | 16      | 24      | 0       |
| 2001–02      | «Бе-Комо Драккар»     | ГЮХЛК        | 66               | 56               | 69               | 125              | 63               | 5       | 5       | 4       | 9       | 0       |
| 2001–02      | «Манчестер Монархс»   | АХЛ          | —                | —                | —                | —                | —                | 1       | 0       | 0       | 0       | 0       |
| 2002–03      | «Манчестер Монархс»   | АХЛ          | 78               | 16               | 21               | 37               | 26               | 1       | 0       | 0       | 0       | 0       |
| 2003–04      | «Манчестер Монархс»   | АХЛ          | 66               | 14               | 28               | 42               | 22               | 5       | 2       | 3       | 5       | 16      |
| 2004–05      | «Манчестер Монархс»   | АХЛ          | 38               | 23               | 31               | 54               | 16               | —       | —       | —       | —       | —       |
| 2005–06      | «Серветт-Женева»      | НЛА          | 7                | 5                | 2                | 7                | 6                | —       | —       | —       | —       | —       |
| 2005–06      | ХК «Базель»           | НЛА          | 4                | 0                | 2                | 2                | 4                | —       | —       | —       | —       | —       |
| 2005–06      | «Фінікс Койотс»       | НХЛ          | 3                | 1                | 0                | 1                | 2                | —       | —       | —       | —       | —       |
| 2005–06      | «Манчестер Монархс»   | АХЛ          | 31               | 10               | 6                | 16               | 23               | —       | —       | —       | —       | —       |
| 2005–06      | «Сан-Антоніо Ремпедж» | АХЛ          | 23               | 8                | 6                | 14               | 13               | —       | —       | —       | —       | —       |
| 2006–07      | «Сан-Антоніо Ремпедж» | АХЛ          | 72               | 31               | 42               | 73               | 26               | —       | —       | —       | —       | —       |
| 2006–07      | «Фінікс Койотс»       | НХЛ          | 7                | 1                | 2                | 3                | 4                | —       | —       | —       | —       | —       |
| 2007–08      | «Атлант»              | Росія        | 16               | 2                | 5                | 7                | 8                | —       | —       | —       | —       | —       |
| 2007–08      | «Сан-Антоніо Ремпедж» | АХЛ          | 7                | 1                | 3                | 4                | 2                | —       | —       | —       | —       | —       |
| 2008–09      | «Гамільтон Булдогс»   | АХЛ          | 80               | 19               | 41               | 60               | 38               | 6       | 1       | 1       | 2       | 4       |
| 2009–10      | «Седертельє»          | Елітсерія    | 39               | 12               | 19               | 31               | 18               | —       | —       | —       | —       | —       |
| 2010–11      | «Амбрі-Піотта»        | НЛА          | 26               | 14               | 8                | 22               | 8                | —       | —       | —       | —       | —       |
| 2010–11      | «Седертельє»          | Елітсерія    | 19               | 2                | 5                | 7                | 14               | —       | —       | —       | —       | —       |
| 2011–12      | «Адлер Мангейм»       | ДХЛ          | 52               | 17               | 26               | 43               | 16               | 14      | 4       | 11      | 15      | 4       |
| 2012–13      | «Адлер Мангейм»       | ДХЛ          | 52               | 20               | 37               | 57               | 30               | 6       | 1       | 1       | 2       | 2       |
| 2013–14      | «Адлер Мангейм»       | ДХЛ          | 35               | 7                | 16               | 23               | 51               | —       | —       | —       | —       | —       |
| 2014–15      | «Мальме Редгокс»      | Аллсвенскан  | 15               | 4                | 3                | 7                | 16               | —       | —       | —       | —       | —       |
| Усього в НХЛ | Усього в НХЛ          | Усього в НХЛ | 10               | 2                | 2                | 4                | 6                | —       | —       | —       | —       | —       |